# 玉野市立荘内小学校
玉野市立荘内小学校（たまのしりつ しょうないしょうがっこう）は、岡山県玉野市木目にある公立小学校。 周辺には荘内中学校が立地している。

## 学習
3学期制を導入している。

## 関係する中学校
- 玉野市立荘内中学校

## 最寄駅
JR宇野線:常山駅

## 通学区域が隣接している学校
- 玉野市立大崎小学校
- 玉野市立田井小学校
- 玉野市立宇野小学校
- 玉野市立玉小学校
- 玉野市立玉原小学校
- 玉野市立第二日比小学校
- 倉敷市立琴浦東小学校
- 倉敷市立琴浦北小学校 （休校中）
- 岡山市立灘崎小学校 （迫川分校の区域も含む。）
- 岡山市立七区小学校